# جوروی (موسیقی)

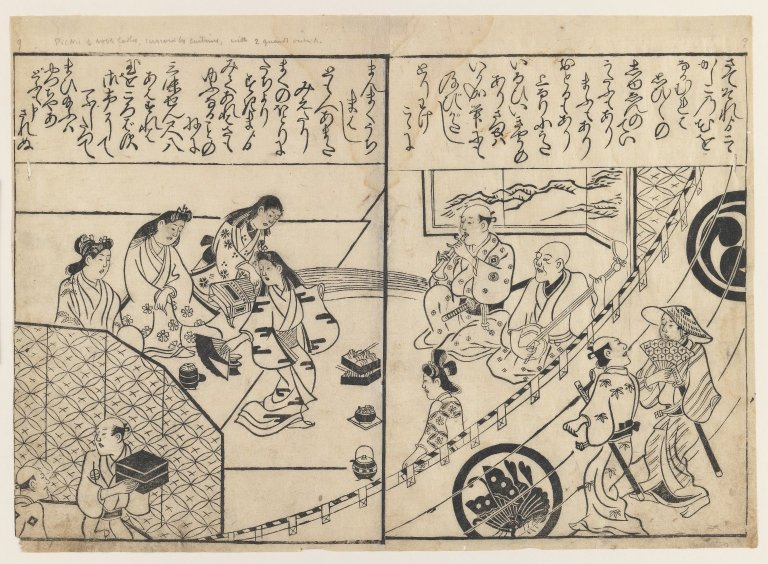
طرح‌نگاره‌ای از اجرای «جوروری»، اثری از اواخر قرن هفدهم

جوروی (به ژاپنی: 浄瑠璃 Jōruri) نوعی موسیقی داستانی سنتی ژاپنی است که در آن یک تایو با همراهی شامیسن آواز می‌خواند. به عنوان نوعی داستان‌سرایی است که بیشتر بر متن و موسیقی تأکید دارد.